# Yvette Roudy
Yvette Roudy, née le 10 avril 1929 à Pessac (Gironde), est une femme politique française ayant notamment soutenu la cause féministe.
Membre du Parti socialiste (PS), elle est députée européenne (1979-1981), ministre des Droits de la femme (1981-1986), puis députée du Calvados et enfin maire de Lisieux (1989-2001).
En 2014, en l'honneur de son mari Pierre Roudy (romancier, traducteur, directeur de l'École nationale supérieure des arts et techniques du théâtre) et de l'enseignement du théâtre au lycée, elle fonde, en collaboration avec la Chancellerie des universités de Paris, le prix Pierre-et-Yvette-Roudy.

## Biographie

### Jeunesse et formation
Yvette Roudy, née Saldou, est issue d'un milieu modeste. Son père, ouvrier dans la métallurgie, est employé de la municipalité de Pessac et dispose d'une pension d'invalidité depuis son retour de la Première Guerre mondiale. Elle perd sa mère à l'âge de 12 ans.
À l'âge de 17 ans, elle devient dactylographe dans une conserverie de poissons bordelaise. En 1951, elle épouse Pierre Roudy et le suit pendant trois ans en Écosse. De retour en France en 1955, elle passe son baccalauréat.

### Militante féministe
Yvette Roudy s'installe par la suite avec son mari à Paris. Elle fait la connaissance de Colette Audry, ancienne résistante, socialiste et féministe, proche de Pierre Mendès-France, militante à cette époque au Mouvement démocratique féminin (MDF). Ce groupe, qui émerge en 1962, se définit comme un mouvement de gauche communiste. Yvette Roudy va rapidement en devenir, avec Marie-Thérèse Eyquem, la première animatrice. Elle participe à l'adhésion de nouvelles militantes, telle que Renée Broustal, son amie, militante nantaise et future déléguée aux droits des femmes dans les Pays-de-la-Loire, qui intègre le MDF en 1966.
À la demande de Colette Audry, elle traduit en 1963 The Feminine Mystique (La femme mystifiée) de Betty Friedan qui vient de sortir aux États-Unis. Ce livre est une révélation pour elle et lui permet de mettre des mots sur ce qu'elle ressent. Elle crée en 1965 La Femme du XXe siècle, journal du MDF dont elle est rédactrice en chef.

### Soutien de François Mitterrand et candidate PS
En 1965, Yvette Roudy est consciente qu'il faut entrer en politique pour faire bouger le débat sur la cause des femmes. Lors de l'élection présidentielle de 1965, elle apporte son soutien à François Mitterrand, qui reprend à son compte certaines revendications du MDF dans son programme, notamment le droit des femmes d’accéder à la contraception,.
Avec le MDF, Yvette Roudy participe à la Convention des institutions républicaines, parti créé par François Mitterrand. Lors des élections législatives de 1967, elle se présente sans succès à Meaux en Seine-et-Marne. Lors des élections législatives de 1968, elle se présente dans la 31e circonscription de Paris, couvrant une partie du 20e arrondissement. Elle est au battue au premier tour avec un score de 6,22 %.
Yvette Roudy rejoint le Parti socialiste (PS) avec le MDF en 1971, à l'occasion du congrès d'Épinay. La même année, elle signe le manifeste des 343, qui appelle à la légalisation de l'avortement en France.
Elle se présente en 1978 aux élections législatives à Lyon, où elle est battue. L'année suivante, elle est élue députée européenne en 1979 sur la liste du PS.

### Fonctions ministérielles, députée du Calvados et maire de Lisieux
Après la victoire de François Mitterrand lors de l'élection présidentielle de 1981, elle est nommée ministre des Droits de la femme, de mai 1981 jusqu'en mars 1986. Parmi ses conseillers ministériels figurent le socialiste Dominique Jourdain, futur maire de Château-Thierry, ainsi que Simone Iff, ex-vice-présidente du Mouvement français pour le planning familial et Jeannette Laot, qui, issue de la CFDT, coprésida le Mouvement pour la liberté de l'avortement et de la contraception (MLAC).
En arrivant au gouvernement en 1981, elle commence par lancer une campagne sur la contraception puis met en place le remboursement de l'IVG par la Sécurité sociale. En 1981 également, l'Association des femmes journalistes est créée grâce à son soutien.
Elle est à l'origine de deux lois qui portent son nom :
- la loi Roudy pour l'IVG, loi sur le remboursement de l'IVG du 31 décembre 1982[13].
- la loi Roudy pour la parité, loi sur « l'égalité de l'homme et de la femme qui travaillent en entreprise » du 13 juillet 1983[14].

Mais ses projets ne sont pas tous des succès : la loi anti-sexisme de 1983, alors qu'elle est ministre des Droits de la femme, est un cuisant échec face à l'opposition des publicitaires et des défenseurs de la « liberté de la presse ».
En 1982, Yvette Roudy célèbre officiellement le 8 mars dans l'idée de « commémorer la lutte des femmes pour que cessent les inégalités et les discriminations dont elles sont victimes ». La distance était de mise avec cette date puisque le récit mythique des origines du 8 mars est lié à la grève imaginaire des ouvrières américaines en 1857. Cette célébration officialise la date comme « Journée internationale des luttes des femmes » puis cela deviendra dans les médias « Journée de la femme ».
En 1984, elle met en place la « commission sur la féminisation des noms de métiers, grades et fonctions », et choisit Benoîte Groult pour la présider. Le 3 décembre 1985, elle soutient l'organisation du premier colloque de la Ligue des droits des femmes.
Yvette Roudy s'engage pour la parité. Le déclencheur se situe en 1992, avec la déclaration à Athènes lors du premier sommet européen. Selon cette déclaration, « parce que les femmes représentent plus de la moitié de la population, la démocratie impose la parité dans la représentation et l’administration des nations ». Elle crée alors « l'Assemblée des femmes » (1992-1993) , dont l'objectif est d'inscrire la parité dans la constitution et les institutions . La même année, elle publie son livre  Mais de quoi ont-ils peur ? et signe le Manifeste des 577 pour la parité. En 1996, elle décide de réunir plusieurs femmes, anciennement ministres, afin de monter une action commune. Cela aboutit au Manifeste des dix, publié dans L'Express. Elle propose le non-cumul des mandats, l'introduction à la proportionnelle, jusqu'à parler de quotas s'il le faut.
Yvette Roudy est élue députée du Calvados (1986-1993 puis 1997-2002) et maire de Lisieux de 1989 à 2001.
Elle est membre du bureau national du PS et anime le courant Rénover maintenant, avec Arnaud Montebourg, après avoir été membre du NPS. Elle soutient la candidature de Ségolène Royal à l'investiture du PS et fait partie de son équipe de campagne pour l'élection présidentielle de mai 2007, puis elle se prononce en faveur de la candidature de François Hollande en 2011.
Alors qu'elle avait prévu de voter Benoît Hamon pour la primaire citoyenne de 2017, elle lui retire son soutien peu avant le second tour, lui reprochant ses propos sur le voile islamique.
Franc-maçonne, elle appartient à la Grande Loge Féminine de France (GLFF).
Elle fait l'objet en 2006 d'une biographie, rédigée par deux journalistes, Élodie Becu et Karine Portrait, et publiée aux éditions Danger Public, intitulée Yvette Roudy, Madame LA Ministre.
Ses archives sont déposées au Centre des archives du féminisme, hébergé par la bibliothèque universitaire de l'université d'Angers,.

### Création du prix Pierre-et-Yvette-Roudy
En 2014, Yvette Roudy a fait une donation de 72 000 euros (un arrêté du ministère de l'Education nationale autorisant cette donation) à la Chancellerie des universités de Paris afin de créer un prix. Celui-ci récompense chaque année deux bacheliers, une jeune femme et un jeune homme, ayant présenté l’option théâtre facultative au baccalauréat. La procédure de dépôt des candidatures se passe entre novembre et mars. Après une sélection des dossiers parmi les élèves ayant suivi l’enseignement de théâtre au sein de leur lycée, les candidats retenus sont auditionnés en octobre. Selon le nombre de candidats, une audition de présélection peut avoir lieu en juin. Le prix est par la suite décerné en décembre dans le grand amphithéâtre de la Sorbonne. Le montant du prix attribué à chaque lauréat est de 1000 euros.
Le lauréat et la lauréate sont sélectionnés dans les académies de Paris, Créteil et Versailles et désignés par un jury composé d'enseignants, comédiens et journalistes (Jean-Pierre Saldou, Marie-Claire Paponnaud, André Lucas, Marie-Laure Coquelet, Didier Caramalho, Patricia Richard, François-Xavier Borrel, Patricia Mamet-Soppelsa et Françoise Durand). Anciennement, parmi les membres du jury figuraient Yvette Roudy, la romancière Élisabeth Laureau-Daull, le journaliste Ivan Levaï, le directeur du théâtre Déjazet Jean Bouquin, le conférencier et traducteur Michel Dumolard ou encore l'écrivaine Anca Visdeï. Le jury (en plus de l'aptitude au jeu et de la justesse des intentions) s'intéresse particulièrement à la capacité des candidats à analyser l'apport et le bienfait de la pratique théâtrale dans leurs parcours scolaire et personnel.
Le prix Pierre-et-Yvette-Roudy est un hommage à Pierre Roudy, mari de l'ancienne ministre des Droits de la femme. Décédé le 24 août 2012, Pierre Roudy était professeur agrégé d'anglais, inspecteur général et écrivain. Il a également été directeur de l'Ensatt de 1970 à 1991. « Mon mari, Pierre Roudy, a beaucoup œuvré pour obtenir que le théâtre devienne une option au bac. [...] On croyait beaucoup tous les deux à la valeur de l'activité théâtrale, de l'expression orale et corporelle comme supplément pédagogique, on pense que ça peut aider l'ascenseur social », a expliqué Yvette Roudy à l'AFP.

## Détail des mandats et fonctions

### Au Parlement européen
- 17 juillet 1979 - 16 juin 1981 : députée européenne

### Au gouvernement
- 21 mai 1981 - 21 mai 1985 : ministre déléguée aux Droits de la femme (gouvernements Mauroy 1 2 et 3)
- 21 mai 1985 - 20 mars 1986 : ministre des Droits de la femme (gouvernement Laurent Fabius)

### À l'Assemblée nationale
- 2 avril 1986 - 14 mai 1988 : députée du Calvados
- 13 juin 1988 - 1er avril 1993 : députée de la 3e circonscription du Calvados
- 1er juin 1997 - 18 juin 2002 : députée de la 3e circonscription du Calvados
- 13 juin 1997 – 18 juin 2002 : Secrétaire de l’Assemblée nationale

### Au niveau local
- 24 mars 1989 - 25 mars 2001 : maire de Lisieux

## Distinctions

### Prix
- Prix de la Laïcité 2016 du Grand Orient de France[25].

### Décorations
- Officière de la Légion d'honneur. Elle a été faite chevalière le 13 juillet 1993[26], puis promue officière le 14 juillet 2013[27].
- Commandeure de l'ordre national du Mérite. Elle a été promue au grade de commandeure par décret du 15 novembre 2018[28].

## Livres
- Yvette Roudy, La Femme en marge, Flammarion 1982  (ISBN 2080644467).
- Yvette Roudy, À cause d'elles, 1985, Albin Michel  (ISBN 2226022074).
- Yvette Roudy, Mais de quoi ont-ils peur ? Un vent de misogynie souffle sur la politique, Albin Michel 1995  (ISBN 2226079777).
- Yvette Roudy, La francophonie : de la culture à la politique. - Paris: Ed. de l'Assemblée nationale, 1998. - (Les documents d'information).
- Yvette Roudy, Allez les femmes – Une brève histoire du PS et de quelques absentes, Éditions Le Bord de l'eau, 2005  (ISBN 2915651175).
- Yvette Roudy, Lutter Toujours, Robert Laffont, 2020  (ISBN 2221247736).